# Йован Проевски
Йован Проевски (на македонска литературна норма: Јован Проевски) е виден юрист от Северна Македония, член на Конституционния съд на страната от 1994 до 2003 година.

## Биография
Роден е в 1932 година в Ресен, тогава в Кралство Югославия. Завършва Юридическия факултет на Скопския университет и прави магистратура в Загребския университет. Защитава докторска дисертация по наказателно право отново в Скопие.
Работи като окръжен прокурор в Охрид и Скопие, подсекретар в министерстовото на правосъдието, редовен професор в Юридическия факултет на Битолския университет и във Факултета по сигурност в Скопския. Автор е на много книги и други научни трудове на наказателното право, съдийството и управлението. От 1994 до 2003 година е съдия в Конституционния съд, а от 1994 година до 1997 година и негов председател.
Умира в 2003 година.